# Carlo Mazzarella
Carlo Mazzarella (30 de julio de 1919 - 7 de marzo de 1993) fue un actor teatral y cinematográfico y periodista de nacionalidad italiana.

## Biografía
Nacido en Génova, Italia, estudió en la Accademia Nazionale d'Arte Drammatica, en la misma clase que Vittorio Gassman, pero su carrera de actor se limitó a la interpretación de papeles de reparto (no le gustaba, entre otras cosas, que se le recordaran sus actuaciones en algunos filmes de Totò). De dicha experiencia conservó su extraordinaria capacidad de dirigirse al público, que puso de relieve en su profesión de comentarista, en algunos momentos periodista y en otros showman, como fue definido.
En 1964 hizo un servicio especial para la televisión, Viaggio tra i negri d'America, por el cual fue galardonado con el premio "Medusa d'oro". La producción, así como la relevancia de su contenido y su compromiso social, se distinguía por su vivaz estilo periodístico, adaptado al gran público. Ese mismo año también participó en el programa televisivo de variedades Za-bum.
Célebre por sus reportajes sobre Asia y los Estados Unidos, por su fino humor y por inventar apodos para los personajes televisivos, a Mazzarella le encantaba hablar con su público de manera directa, lo cual hizo durante tiempo los domingos en el canal de informativos TG2.
Estaba comprometido con Janine Hendy. Carlo Mazzarella falleció en Roma, Italia, en 1993, a causa de un cáncer de pulmón.

## Filmografía
| - Le modelle di via Margutta, de Giuseppe Maria Scotese (1945) - Le miserie del signor Travet, de Mario Soldati (1945) - Felicità perduta, de Filippo Walter Ratti (1946) - Il vento m'ha cantato una canzone, de Camillo Mastrocinque (1947) - Natale al campo 119, de Pietro Francisci (1947) - Arrivederci, papà!, de Camillo Mastrocinque (1947) - Arroz amargo, de Giuseppe De Santis (1948) - Biancaneve e i sette ladri, de Giacomo Gentilomo (1949) - Venere a sbafo, de Giorgio Ferroni (1950) - Figaro qua, Figaro là, de Carlo Ludovico Bragaglia (1950) - Luces de variedades, de Alberto Lattuada y Federico Fellini (1950) - È arrivato il cavaliere, de Steno y Mario Monicelli (1950) - Altri tempi, de Alessandro Blasetti (1951) - Febbre di vivere, de Claudio Gora (1951) - Totò a colori, de Steno (1952) - Totò e le donne, de Steno (1952) - Le infedeli, de Steno y Mario Monicelli (1952) | - Carosello napoletano, de Ettore Giannini (1953) - Totò e Carolina, de Mario Monicelli (1953) - Ho scelto l'amore, de Mario Zampi (1953) - Era lei che lo voleva, de Marino Girolami (1953) - Cinema d'altri tempi, de Steno (1953) - Gran varietà, de Domenico Paolella (1954) - Rosso e nero, de Domenico Paolella (1954) - Un americano a Roma, de Steno (1954) - Bravissimo, de Luigi Filippo D'Amico (1955) - Un eroe dei nostri tempi, de Mario Monicelli (1955) - Destinazione Piovarolo, de Domenico Paolella (1955) - Kean - Genio e sregolatezza, de Vittorio Gassman y Francesco Rosi (1956) - Una pelliccia di visone, de Glauco Pellegrini (1956) - Il disco volante, de Tinto Brass (1964) - Lucky Luciano, de Francesco Rosi (1974) |